# ミルトン子爵
ミルトン子爵（ミルトンししゃく、英: Viscount Milton）とミルトン男爵（ミルトンだんしゃく、Baron Milton）は、イギリスの貴族爵位。それぞれ3回創設され、すべて廃絶している。「ミルトン」は6回の創設で合計5か所の地名を指す。

## シドニー家

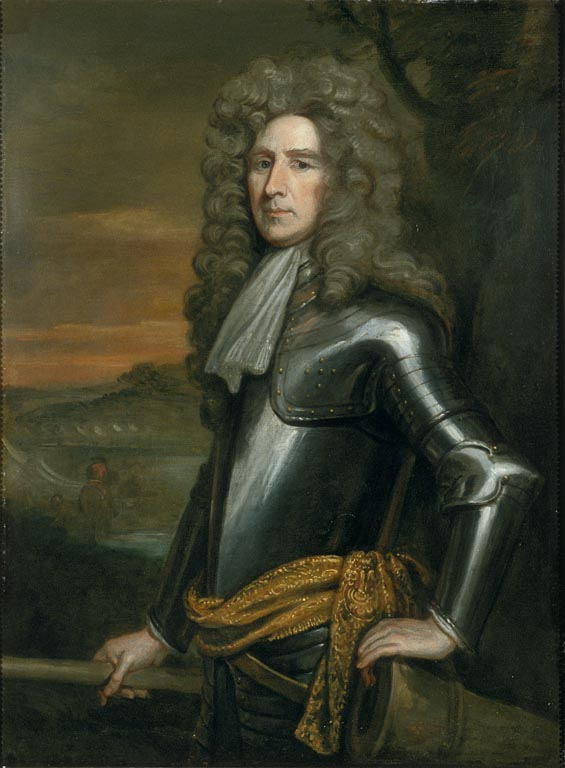
初代ロムニー伯爵、ジョン・バプティスト・メディナ画。

イングランド王国の軍人ヘンリー・シドニー(1641–1704)は1689年4月9日にイングランド貴族であるケント州におけるミルトン男爵（Baron Milton, Co. Kent）とケント州シェピーにおけるシドニー子爵に叙された。1694年5月14日に同じくイングランド貴族であるケント州におけるロムニー伯爵に叙されたが、生涯未婚であり、1704年に病死すると爵位はすべて廃絶した。
第1期のミルトン男爵の「ミルトン」はケント州ミルトン・レジスを指す。

## フィッツウィリアム家

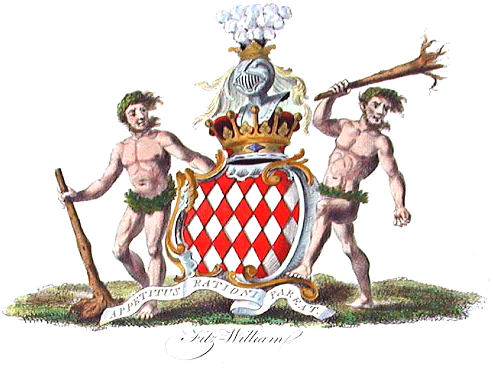
フィッツウィリアム家の紋章

アイルランド王国の政治家第3代フィッツウィリアム男爵ウィリアム・フィッツウィリアム(1643–1719)は1716年7月21日にアイルランド貴族であるウェストミーズ県におけるミルトン子爵（Viscount Milton, co. Westmeath）とティロン県におけるフィッツウィリアム伯爵に叙された。その孫にあたる3代伯爵ウィリアム・フィッツウィリアム(1720–1756)は1742年4月19日にグレートブリテン貴族であるノーサンプトン州におけるミルトン男爵（Lord FitzWilliam, Baron of Milton, co. Northampton）に叙され、1746年9月6日に同じくグレートブリテン貴族であるノーサンプトン州におけるミルトン子爵（Viscount Milton, co. Northampton）とノーサンプトン州ノーバラにおけるフィッツウィリアム伯爵に叙された。1979年にその子孫である10代伯爵トマス・ウェントワース＝フィッツウィリアム(1904–1979)が死去すると、爵位はすべて廃絶した。
第1期のミルトン子爵の「ミルトン」はウェストミーズ県ミルトンを、第2期はノーサンプトン州ミルトン・ホール（現ケンブリッジシャーの一部）を指す。

## デイマー家
グレートブリテン王国の政治家ジョセフ・デイマー(1718–1798)は1753年7月3日にアイルランド貴族であるティペラリー県におけるシュロニルのミルトン男爵（Baron Milton of Shronehill, co. Tipperary）に叙された。さらに1762年5月10日/11日にグレートブリテン貴族であるドーセット州ミルトン・アビーにおけるミルトン男爵（Baron Milton of Milton Abbey, co. Dorset）に、1792年5月18日に同じくグレートブリテン貴族であるドーセット州ミルトン・アビーにおけるミルトン子爵（Viscount Milton of Milton Abbey, co. Dorset）とドーセット州におけるドーチェスター伯爵に叙された。その息子である2代伯爵ジョージ・デイマー(1746–1808)が生涯未婚のまま死去すると、後継者がおらず爵位がすべて廃絶した。
第2期のミルトン男爵の「ミルトン」はティペラリー県シュロネルのミルトンを指し、第2期と第3期のミルトン子爵の「ミルトン」はドーセット州ミルトン修道院を指す。